# Vruchtbaarheid (Jacques Jutte)
Vruchtbaarheid is een artistiek kunstwerk in Amsterdam Nieuw-West.

Het werk van Jacques Jutte staat sinds 1970 in het plantsoen van Vreedenhaven, langs de kant van de weg Hoekenes. Het is een soort drieluik in geometrische vormen, die ook voor wat betreft sfeer overeenkomen. De twee kleine figuren lijken daarbij iets menselijks en mannelijks (hoekig) te vertegenwoordigen; het midden lijkt vrouwelijk (vloeiend). Rijksakademie op de kaart omschrijft het met: 
Geometrische verbeelding van vruchtbaarheid in brons.
Anderen zien er een beschermende moeder met twee kinderen in. Het zou terugvoeren op de gezinssituatie van de buurt op dat moment (jaren 60).
Jutte mocht van de gemeente Amsterdam het beeld maken in een ter beschikking gesteld atelier. Na voltooiing van het beeld weigerde de recalcitrante Jutte te vertrekken; pas na tussenkomst van de gerechtsdeurwaarder vertrok hij uiteindelijk.
In 1962 vonden er tentoonstellingen plaats van Juttes werk in kunsthandels in Amsterdam en Den Haag. Daar was al een werk met de titel Vruchtbaarheid te zien.